# Malek Jân Ne'mati
Malek Jân Ne'mati (Jeyhunabad, 11 dicembre 1906 – Parigi, 15 luglio 1993) (var. Malak Jân Nemati, farsi ملک‌جان نعمتی), conosciuta anche come Sheikh Jâni o Sainte Janie, è stata una figura carismatica, scrittrice e poetessa mistica di lingua curda e persiana.
Figlia di Hadj Nematollah e sorella di Ostad Elahi, poche fonti scritte sono disponibili riguardo alla sua vita. Alcuni elementi possono essere tratti dalle parole di suo fratello Ostad Elahi al quale era molto legata. In occasione del centenario della nascita, è stata pubblicata una sua biografia accompagnata dalla traduzione di alcuni suoi detti e poesie.

## Biografia
Malek Jân nacque in una famiglia appartenente all'ordine mistico degli Ahl-e Haqq (letteralmente “Amici della Verità”). Suo padre Hadj Nematollah, un'eminente personalità spirituale, qualche anno prima della sua nascita, abbandonò la vita agiata che conduceva per dedicarsi alla ricerca della Verità. Così, sin da piccola Malek Jân fu introdotta, con il resto della famiglia, alle ascesi e alle preghiere, ma anche e soprattutto alla riflessione etica e spirituale.
Se si tiene presente che a quei tempi, nelle remote regioni del Kurdistan, la gente porgeva le proprie condoglianze alle famiglie in cui nasceva una figlia femmina, è significativo sottolineare che Malek Jân ricevette, al pari di suo fratello maggiore, un’educazione completa. Di madrelingua curda, imparò il persiano e l’arabo e si dedicò allo studio dei principali libri rivelati e della ricca poesia persiana, dalla quale trasse in seguito ispirazione per la stesura delle sue poesie. A Malek Jân fu anche impartita un’educazione musicale: imparò a suonare il tanbur (un liuto curdo usato per accompagnare i canti sacri Ahl-e Haqq) e il setar (il liuto classico persiano). Il padre Hadj Nematollah le era molto legato. Su suo desiderio, Malek Jân cominciò a indossare una veste e un berretto bianchi “tanto che la gente non era in grado di dire se fosse un ragazzo o una ragazza”. Di fatto, mantenne questo abbigliamento per tutta la sua vita.
All’età di tredici anni, dovette subire la perdita del padre. Poco dopo, cominciarono a manifestarsi i sintomi di una dolorosa affezione oculare e, all’età di vent’anni, perse completamente la vista. Eppure, la perdita della vista sembra abbia coinciso con il risveglio di una forma di passione mistica che la portò ad avvicinarsi progressivamente al fratello Ostad Elahi, diventando una dei suoi migliori allievi. A seguito della dipartita di Ostad Elahi, Malek Jân, del tutto naturalmente, raccolse il testimone del suo insegnamento spirituale.
Gradualmente, la personalità di Malek Jan, la ricchezza della sua riflessione spirituale e la pratica assidua della carità le valsero, nell’ambiente profondamente religioso in cui viveva, una reputazione di santità. Chi le era vicino trascrisse le sue parole e i consigli che dava e alcuni di questi appunti sono stati tradotti in francese.
Malgrado la propria disabilità, Malek Jan dedicò la sua intera esistenza allo studio di materie come l’anatomia, la scienza, la storia, la geografia, con il supporto di corsi audioregistrati. Questa passione per la conoscenza si manifestò sia in ambito spirituale che in ambito intellettuale. Malek Jan si oppose a quello che lei stessa definì “spirito superstizioso” e si impegnò ad affrontare la spiritualità attraverso la riflessione e la conoscenza, rifiutandosi di accettare aprioristicamente i principi confezionati in maniera dogmatica:
Malek Jan iniziò ad esplorare e, progressivamente, ad approfondire questa modalità di approccio alla spiritualità nell’ambiente dei contadini di Jeyhunabad, noto in Iran come “il villaggio dei filosofi”. Con lo stesso spirito, contribuì al miglioramento delle condizioni di vita degli abitanti del villaggio favorendo l’arrivo dell’elettricità e ideando un sistema di microcredito senza interessi.
Sebbene vivesse in una società radicalmente patriarcale, usò la propria autorità spirituale per difendere in particolare i diritti delle donne, insegnando gradualmente alle madri a prendersi cura delle figlie femmine al pari dei figli maschi e portando i padri di famiglia a dividere equamente l’eredità fra maschi e femmine. Verso la fine della sua vita, Malek Jan introdusse alcune riforme nel culto Ahl-e Haqq, che contribuirono ad attribuire alle donne lo stesso livello di dignità degli uomini nelle funzioni rituali. Per gli Ahl-e Haqq, queste riforme costituirono una vera e propria rivoluzione dottrinale e le frange più tradizionaliste dell’ordine manifestarono la propria ostilità.
Malek Jan Ne'mati morì in Francia nel 1993, in seguito ad un’operazione a cuore aperto. È sepolta nel dipartimento francese del Perche, in un piccolo villaggio chiamato Baillou. Sulla sua tomba, è stato eretto in sua memoria un mausoleo in pietra e vetro denominato: "Le mémorial de Sainte Janie"

### Francese
Leili Anvar, Malek Jân Ne'mati. La vie n'est pas courte mais le temps est compté, Diane de Selliers, Parigi (2007).
"Ma Main à sa main amarrée: figures de l'Aimé dans la poésie de Malek Jân Ne'mati" in: Poésie des Suds et des Orients, L'Harmattan (2008).
"Malek Jân Ne'mati. La mystique éclairée" in: Le Monde des Religions, n°39,  January–February 2010.

### Persiano
Ostad Elahi, Asar-ol Haqq (Tracce di Verità), Volume 1, Teheran, 3ª edizione (1987) e Volume 2, Teheran (1991).

### Italiano
Leili Anvar, Malek Jan Ne'mati. La vita non è breve ma il nostro tempo è limitato, Edizioni Empirìa, Roma (2010 e 2011). ISBN 978-88-96218-09-9